# Марсело Бальбоа
Марсело Бальбоа (англ. Marcelo Balboa; 8 серпня 1967, Чикаго, США) — колишній американський футболіст, захисник, у 1990-х роках грав за збірну США. Один з найсильніших гравців в історії США. Після завершення кар'єри став працювати коментатором. Член Національної футбольної Зали слави США.

## Клубна кар'єра
Розпочав грати на батьківщині за клуби «Сан-Дієго Номадс», «Сан-Франциско Бей Блекгоукс» та «Колорадо Фоксес», що грали у American Professional Soccer League.
У 1995 і 1996 роках Марсело грав за «Леон» в чемпіонаті Мексики, потім Бальбоа підписав контракт з «Колорадо Рапідз», де грав шість сезонів, при цьому майже весь цей час він був капітаном команди.
У 2002 році Марсело перейшов у «Метростарз», але грав він там всього п'ять хвилин за весь рік, решту часу просидівши на лаві запасних через травми.

## Виступи за збірну
Марсело Бальбоа грав в обороні збірної на чемпіонатах світу 1990 і 1994 років (його дебют у збірній відбувся 10 січня 1988 проти Гватемали). Бальбоа був названий футболістом року в США в 1992 і 1994 роках. У 1995 році він став першим гравцем США, що зіграв понад 100 матчів за збірну.
Останній матч Марсело провів 16 січня 2000 року з Іраном (1:1). Бальбоа закінчив свою кар'єру в збірній США з 128 матчами (2-й результат у країні і 9-й у світі) і 13 голами на рахунку. У 2005 році Бальбоа був обраний в команду MLS всіх часів і Національний Футбольний Зал слави.

## Досягнення
- Переможець Золотого кубка КОНКАКАФ: 1991
- Срібний призер Золотого кубка КОНКАКАФ: 1998
- Бронзовий призер Золотого кубка КОНКАКАФ: 1996
- Найкращий футболіст США: 1992, 1994 (US Soccer Athlete of the Year).
- Найкращий футболіст США: 1994 (Honda Player of the Year).
- Включений в число найкращих 11 гравців MLS всіх часів[3].

## Особисте життя
Бальбоа, американець аргентинського походження, виріс в Серрітосі, Каліфорнія. Його батько Луїс був професійним гравцем в Аргентині, а також грав за «Чикаго Мустангс» в Північноамериканській футбольній лізі.